# Еліс Браун
Еліс Браун (англ. Alice Brown; нар. 20 вересня 1960) — американська легкоатлетка, що спеціалізується на спринті, дворазова олімпійська чемпіонка та срібна призерка Олімпійських ігор.

## Кар'єра
| Рік             | Змагання         | Місто                | Місце           | Дисципліна            | Примітки        |
| Представник США | Представник США  | Представник США      | Представник США | Представник США       | Представник США |
| --------------- | ---------------- | -------------------- | --------------- | --------------------- | --------------- |
| 1983            | Чемпіонат світу  | Гельсінкі, Фінляндія | 7 (півфінали)   | біг на 100 метрів     | 11.33           |
| 1983            | Чемпіонат світу  | Гельсінкі, Фінляндія | 5 (забіги)      | естафета 4×100 метрів | 44.20           |
| 1984            | Олімпійські ігри | Лос-Анджелес, США    | 2               | біг на 100 метрів     | 11.13           |
| 1984            | Олімпійські ігри | Лос-Анджелес, США    | 1               | естафета 4×100 метрів | 41.65           |
| 1987            | Чемпіонат світу  | Рим, Італія          | 7 (півфінали)   | 100 метрів            | 11.07           |
| 1987            | Чемпіонат світу  | Рим, Італія          | 1               | естафета 4×100 метрів | 41.58           |
| 1988            | Олімпійські ігри | Сеул, Південна Корея | 1               | естафета 4×100 метрів | 41.98           |